# Bahnhof Sŏp’o
Der Bahnhof Sŏp’o (서포역) befindet sich im Pjöngjanger Bezirk Hyŏngjesan-guyŏk der nordkoreanischen Hauptstadt. Er wird von der P’yŏngŭi-Linie und P’yŏngna-Linie der Koreanischen Staatsbahn bedient. Am 1. April 1908 wurde er in Betrieb genommen.
Die jeweils nächsten Bahnhöfe sind der Bahnhof Sop’yŏngyang und der Bahnhof Saneum.